# Kinderarmoede
Kinderarmoede is een vorm van armoede waar kinderen onder lijden. Het begrip kinderarmoede verschilt van land tot land. 

## Schaal van kinderarmoede
Matige kinderarmoedeMatige kinderarmoede betekent dat er net genoeg geld is om de vaste kosten en voedsel te betalen maar er niet genoeg geld is voor extra speelgoed of kleren.
Ernstige kinderarmoedeErnstige kinderarmoede betekent dat er niet genoeg geld is voor kleren en speelgoed, en slechts geld voor 1 maaltijd per dag.
Extreme kinderarmoedeExtreme kinderarmoede betekent dat er beperkte toegang is tot (proper) water, geen kleren of speelgoed en onvoldoende eten.

## Kinderarmoede in de Europese Unie
In de Europese Unie leefde in 2010 zo'n 27% van de kinderen in (relatieve) armoede. De Scandinavische landen hebben het laagste percentage kinderarmoede en de Oost-Europese landen het hoogste.
| Land        | % kinderarmoede | Land                | % kinderarmoede |
| ----------- | --------------- | ------------------- | --------------- |
| België      | 23,2            | Hongarije           | 38,7            |
| Bulgarije   | 44,6            | Malta               | 24,4            |
| CYP         |                 | Nederland           | 16,9            |
| Denemarken  | 15,1            | Oostenrijk          | 18,8            |
| Duitsland   | 21,7            | Polen               | 30,8            |
| Estland     | 24,0            | Portugal            | 28,7            |
| Griekenland | 28,7            | Roemenië            | 48,7            |
| Finland     | 14,2            | Slovenië            | 15,2            |
| Frankrijk   | 23,0            | Slowakije           | 25,3            |
| IRL         |                 | Spanje              | 29,8            |
| Italië      | 28,9            | Tsjechië            | 18,9            |
| Letland     | 42,0            | Verenigd Koninkrijk | 29,7            |
| Litouwen    | 34,3            | Zweden              | 14,5            |
| Luxemburg   | 22,3            |                     |                 |

## Kinderarmoede in België
Armoede is in België erger dan in Nederland. 15% van de gezinnen worden beschouwd als arm, waarvan 12% leven in extreme armoede. Armoede wordt dikwijls veroorzaakt omdat er geen werkende ouder is. Het gebeurt dat het probleem wordt doorgegeven van ouders op kinderen. Indicaties: minstens 3 problemen van een lijst van 17 die niet vervuld zijn, waaronder:
- slechts één paar schoenen hebben
- geen fruit of verse groenten krijgen
- geen warme maaltijd krijgen
- met een lege boterhamdoos naar school gaan
- kan de schoolrekeningen niet betalen
- vriendjes kunnen niet op bezoek komen
- geen culturele uitstappen
- geen boeken of kranten kunnen kopen
- nooit op vakantie gaan
- geen computer of internet